# 더 로즈 (독일의 밴드)
더 로즈(영어: The Lords)는 독일의 록 밴드이다.